# Baram (rzeka)
Baram – rzeka w Malezji, w północno-zachodnim Borneo. Ma 250 mil (400 km) długości. Wypływa w Górach Iran, płynie na zachód oraz północny zachód, głównie przez pierwotne lasy deszczowe. Uchodzi do Morza Południowochińskiego. Powyżej najniższego odcinka rzeki o długości 100 mil (160 km), wąwozy i bystrza utrudniają żeglugę w górę rzeki. Baram jest drugą co do długości rzeką w stanie Sarawak (po Rajang). Dopływy rzeki to Bakong, Apoh, Palutan oraz Patah.